# كوازي غلام داستجير
قاضي غلام دستكير (بالإنجليزية: Quazi Golam Dastgir)‏ (23 سبتمبر 1932 - 17 أكتوبر 2008) كان جنرالا ودبلوماسيا في جيش بنجلاديش. من عام 1975 إلى عام 1977 شغل منصب «مدير قانون الأحكام العرفية في زونال» (أي ما يعادل حاكم الولاية في الحكومة المدعومة من الجيش برئاسة الرئيس أبو سادات محمد صائم ) لشعبة دكا. قاد اثنين من الألوية الخمسة المستقلة التي تضم جيش بنغلاديش حتى منتصف السبعينيات، وشغل منصب قائد قوات الحدود. كان واحداً من الجنرالات الثلاثة في جيش بنغلاديش بعد إصدار الأحكام العرفية في عام 1975. في عام 1977، تم نقله إلى وزارة الشؤون الخارجية واستمر لمدة أربع سنوات كسفير لبنجلاديش حتى تقاعده في عام 1991.

## النشأة (1932-1950)
ولد غلام دستكير في 23 سبتمبر 1932 في كالكوتا، الهند البريطانية. درس في مدرسة كالكوتا النموذجية وتخرج من كلية سانت كزافييه. تخرج بعد ذلك من جامعة بيشاور
في عام 1950، رافق عائلته كمهاجرين إلى دكا بشرق باكستان (بنغلاديش في وقت لاحق) ودخل مدرسة لتدريب الجيش قبل في كويتا. ثم تم قبوله في الأكاديمية العسكرية الباكستانية السابعة (PMA) في كاكول وفي 14 فبراير 1953 تم تكليفه كضابط دائم في الجيش الباكستاني رقم الخدمة PA-4484 في فيلق مشاة الجيش الباكستاني في الكتيبة الأولى ( يسمى «النمور الكبار» لفوج البنغال الشرقي برتبة ملازم ثاني.

## الجيش الباكستاني (1950-1971)
كملازم، كان قائدًا للفصيلة وزُين بميدالية الكومنولث في عام 1956. في وقت لاحق، كقبطان شغل منصب ضابط الأركان العامة 3 (G-3) وتم اختياره لتدريب المشاة في الولايات المتحدة. تخرج من مدرسة مشاة الجيش الأمريكي في فورت بينينج في جورجيا ، الولايات المتحدة الأمريكية.
في أوائل الستينيات، تم اختياره لقيادة وحدة الجيش التي تحرس الملكة إليزابيث الثانية خلال زيارتها الرسمية لدكا. شغل منصب قاضي في مسابقات الغوص في بطولات التصفيات المؤهلة لألعاب الكومنولث في باكستان.
ترقى إلى رتبة رائد في عام 1965 وتخرج من كلية القيادة والأركان في كويتا، باكستان. وشارك في الحرب الهندية الباكستانية عام 1965. شغل منصب لواء مستقل من 1965-1967.
في عام 1969 تمت ترقيته إلى رتبة ملازم أول وتم تعيينه ضابطًا قياديًا في فوج البنغال الشرقي الأول. في الفترة من 1970 إلى 1971.

## أسير الحرب (1971-1973)
وكان في كويتا عند اندلاع الحرب الهندية الباكستانية عام 1971، وتم نقله إلى مقر فيلق في لاهور في البداية ثم إلى مقر الجيش في روالبندي. بعد استقلال بنغلاديش في عام 1971، تم وضعه في معسكرات الاعتقال في بونو وموندي بهودين مع زملائه من الضباط والعائلات البنغالية لمدة عامين.

## الجيش البنغلاديشي (1973-1977)
تمت إعادة غلام إلى دكا في بنغلاديش بعد إطلاق سراحه من الحبس الباكستاني، وتمت ترقيته إلى رتبة عقيد كامل في عام 1973. تم تعيينه رئيسًا للخدمات اللوجستية. وخلال عام 1974 قاد لواءين مستقلين - لواء المشاة 72 (الذي تمت ترقيته فيما بعد إلى فرقة المشاة 66) المتمركزة في رانجبور ولواء المشاة 65 (الذي تمت ترقيته فيما بعد إلى فرقة المشاة الرابعة والعشرين) المتمركزة في شيتاجونج، وتمت ترقيته إلى رتبة عميد عام 1975. خلال هذا الوقت، قاد عملية Dragon Drive.  وهي أول عملية عسكرية ناجحة تابعة للقوات البحرية والجيش في بنغلاديش وحصل على أعلى ميدالية في جيش بنغلاديش هي Jatiyo Nirapatya Padak. وشغل أيضًا منصب القائد بحكم منصبه في مركز شرق البنغال الفوجي (EBRC) - منصب الملقب «بابا النمر». 
في أغسطس 1975 تمت ترقية غلام إلى رتبة لواء وهي أعلى رتبة ممكنة في جيش بنغلاديش في ذلك الوقت، واستمر في قيادة 65 لواء مشاة (مما جعله أول قائد لتشكيل جيش بنغلاديش يشغل رتبة جنرال) حتى نوفمبر 1975 عندما تم تعيينه قائدًا لقوات الحدود كمدير عام لبنادق بنغلاديش . في نوفمبر 1975 ، تم تكليف Dastgir بمسؤولية إضافية للعمل كأول مدير لقانون الدفاع. في عام 1977 أسس مدرسة Rifles العامة في مقر BDR وهي الآن واحدة من المؤسسات الأكاديمية الرائدة في عاصمة بنغلاديش دكا.
خلال هذا الوقت ترأس وفد بنغلاديش لإجراء محادثات الحدود مع الهند التي عقدت في كلكتا في عام 1975 ونيودلهي في عام 1976.  كانت محادثات الحدود قد بعد الهجوم المضاد الناجح لغلام دستكير ضد التوغلات الهندية في حدود ميمينسينغ البنجلاديشية مع الهند. وهذه العملية العسكرية الثانية Jatiyo Nirapatya Padak.

## التقاعد (1991-2008)
ظل غلام نشطًا في الأوساط العسكرية والدبلوماسية بعد التقاعد وتحدث في العديد من التجمعات العامة.
في عام 1996، سرت شائعات على نطاق واسع بأنه يريد المشاركة في أول حكومة انتقالية حيادية تولت مهامها خلال الانتخابات الوطنية. بدلاً من ذلك، تم ترشيحه من قبل حزب جاتييو لخوض الانتخابات البرلمانية من دائرة دكا الانتخابية. خلال هذا الوقت، تمت مقابلته حصريًا من قبل قناة CNN في جنوب آسيا، مرساة أنيتا براتاب لبث عالمي في عام 1996. على الرغم من انتصار أحد المعارضين في الانتخابات اكتسب غلام دستكير شعبية واسعة في الدائرة الانتخابية لحملته . تم تعيينه عضوا في هيئة رئاسة حزب جاتيو وشغل منصب كبير مستشاري السياسة الخارجية للرئيس السابق حسين محمد إرشاد . في عام 2002 ، استقال غلام دستكير من عضويته في حزب جاتيو بسبب خلافات سياسية مع قيادة الحزب.
في عام 1997، تم انتخابه رئيسًا لجمعية رعاية ضباط القوات المسلحة المتقاعدين (RAOWA) وقضى فترة عامين. تم انتخابه في فرع بنغلاديش في الجمعية الملكية للكومنولث في عام 1998 ، وشغل منصب عضو هيئة رئاسة ونائب الرئيس حتى عام 2005.  
تم اختياره من قبل اللواء ماج عثماني للعمل كعضو في صندوق عثماني تم إنشاؤه لرعاية القائد الأعلى السابق لقوات تحرير بنغلاديش. ظل غلام عضوًا نشطًا في الصندوق حتى عام 2008.
بدأت حالته الصحية في الانهيار المفاجئ في عام 2005 بعد أن التحق بالمائة من كلية القيادة والأركان في كويتا بعد دعوة شخصية من الرئيس الباكستاني برويز مشرف .

## الحياة الشخصية
في عام 1965 تزوج غلام دستكير من كوهينور رشيد شودري، ابنة عضو المجلس التشريعي المركزي في الهند البريطانية عبد الرشيد رشود شودري    زوجته كوهينور هي أخصائية اجتماعية وحاصل على الميدالية الدولية للصليب الأحمر الذهبي.

## الوفاة
في سبتمبر 2008، تدهورت حالة غلام دستكير، وكان لا بد من نقله إلى المستشفى لمدة شهر تقريبًا. عاد إلى المنزل في 10 أكتوبر 2008. توفي وهو نائم في منزله في دكا في 17 أكتوبر 2008.  بعد مراسم الجنازة التي حضرها كبار مسؤولي الدفاع والمدنيين، دُفن في مقبرة الجيش الوطني في دكا (مقبرة كانتونمينت).
كان غلام دستكير واحدًا من أشهر ضباط الجيش البنغالي - ويبدو أن وكالة المخابرات المركزية الأمريكية اعتبرته الشخص الأكثر حظًا لقيادة جيش بنغلاديش في حالة الحرب. بعد خدمته العسكرية النشطة، كان لديه مهنة متميزة كدبلوماسي خلال فترة ولايته الأربع كسفير. وصفه بأنه «ضابط منتصب للمدرسة القديمة» ،  كان لديه آراء محافظة مع إيمان قوي بالحكم المدني.